# 碩特音樂
碩特音樂（德語：Schott Music）創立於1770年，是德國最古老的樂譜出版社之一，其規模（包括逾三萬項作品）在今日的歐洲亦屬可觀。許多當代作曲家之作品代理皆由碩特音樂負責，此外也有作品全集、音樂教材、多媒體等特色業務。其總部位於美因茲，全球的員工總額在270人左右。
由於在二戰中損失輕微，戰後的碩特音樂得以累積鶴立雞群的地位。今日的碩特音樂乃是整合了多家歷史悠久的音樂出版社，從而有此規模，當中包括Panton、Ars Viva、歐伊倫堡（1957年併購）、Fürstner、Cranz、Atlantis Musikbuch、Hohner-Verlag等。

## 沿革
碩特音樂由伯恩哈德·碩特創建，在美因茲選帝侯的諭令下，他於1780年取得行業許可，出版社才真正開始其印刷業務。在碩特的求學階段，除了音樂相關的教育外，他還掌握了雕版印刷的技術與知識，這使得他在同行中脫穎而出。碩特音樂最初印行了Abbé Vogler，以及宮廷作曲家G. A. Kreusser與F. X. Sterkel等人的作品。大致說來，早期的碩特音樂以人氣作品為主要業務，對市場需求有精準的掌握，例如莫扎特《後宮誘逃》與《唐·喬望尼》的鋼琴版本，就是由其發行的。另外他們也推行沙龍作品，包括許多出版於1790年年代的長笛重奏作品。
約翰·約瑟夫·碩特（Johann Joseph Schott）是伯恩哈德之子，他與哥哥約翰·安德列亞斯·碩特（Johann Andreas Schott）聯手擴大了碩特音樂接觸的作曲家名單，將公司更名為「B.碩特之子」（B. Schott's Söhne），併購了同行以壯大規模。1818年左右，碩特音樂的活動範圍已擴及海尔布隆、慕尼黑、沃尔姆斯、曼海姆、埃尔特维勒等地。自此，碩特音樂陸續在安特卫普（1824年）、巴黎（1826年）、倫敦（1835年，由三子亞當·約瑟夫·碩特負責）、莱比锡（1840年，估計）等重要城市設立分社。1824年，碩特音樂與名滿天下的路德维希·范·贝多芬合作，出版後者的《庄严弥撒》、第9號交響曲及第12號、第14號弦樂四重奏等晚期重要作品，這是該社歷史上第一次重大的成功。
19世紀的碩特音樂秉持其市場路線，出版受到聽眾歡迎的作品，與劇作家贝利尼、多尼采蒂、罗西尼等人的合作，以及出版高人氣的帕格尼尼作品，使得他們的業績保持長紅。第三代經營者法蘭茨·菲利浦·碩特（Franz Philipp Schott）於1860年代與理查德·瓦格纳合作，出版了《指環》、《紐倫堡的名歌手》、《帕西法爾》等劇作。其成功吸引了瓦格納的友人如李斯特、沃尔夫與洪佩尔丁克等人陸續「加盟」碩特音樂。
法蘭茨·菲利浦·碩特於1874年逝世，公司由路德维希·斯特雷克（Ludwig Strecker）繼承，其人與碩特家族並非親屬。1908年，斯特拉文斯基《焰火》（Feu d'artifice，作品4）由碩特音樂出版，此後公司開始大力支持當代音樂的發展。20世紀的指標性作曲家如欣德米特、亨策、勋伯格、威爾、利盖蒂、潘德列茨基、蒂皮特等人皆透過碩特音樂出版作品。海因茨·史耐德-碩特（Heinz Schneider-Schott，斯特雷克女婿）於1952年成為公司領導人，公司持續由碩特、斯特雷克兩家營運。1953年，碩特音樂併購了Ars Viva（理查德·施特劳斯作品的德國專屬代理商），此外他們亦與維也納的環球出版展開合作。在雙方的協同作業下，「維也納原典出版社」（Wiener Urtext Edition）於1975年成立。
在樂譜出版之外，碩特音樂亦有音樂學類的書籍出版業務。由安東尼·范·霍伯肯所研究、編纂的海頓作品目錄，亦由碩特音樂所出版。此外他們也專注於教育用教材的出版與推廣，其倫敦分社對於直笛音樂與作品的流行居功厥偉。

## 組織
碩特音樂目前在美因茲、倫敦、紐約、東京、北京、馬德里、巴黎和多倫多皆設有分社。

## 外部連結
- 官方网站
- 碩特音樂的免费乐谱，由国际乐谱典藏计划提供